# Tetjana Kajssen
Tetjana Serhijiwna Kajssen (ukrainisch Тетяна Сергіївна Кайсен; englisch Tetiana Kaysen; * 25. Dezember 2000 in Krywyj Rih) ist eine ukrainische Leichtathletin, die sich auf den Sprint spezialisiert hat.

## Sportliche Laufbahn
Erste internationale Erfahrungen sammelte Tetjana Kajssen bei den 2016 erstmals ausgetragenen Jugendeuropameisterschaften in Tiflis, bei denen sie im 400-Meter-Lauf mit 60,96 s in der ersten Runde ausschied. Im Jahr darauf gelangte sie bei den U18-Weltmeisterschaften in Nairobi über 200 Meter bis in das Halbfinale und schied dort mit 24,78 s aus. 2018 scheiterte sie bei den U20-Weltmeisterschaften in Tampere über 400 Meter mit 57,14 s im Vorlauf und gelangte auch mit der ukrainischen 4-mal-400-Meter-Staffel mit 3:44,74 min bis in das Finale. Bei den Leichtathletik-U20-Europameisterschaften 2019 in Borås schied sie im 200-Meter-Lauf mit 24,24 s in der Vorrunde aus und wurde mit der Staffel in 3:41,13 min Achte. 2023 wurde sie bei der 2. Liga der Team-Europameisterschaft im Rahmen der Europaspiele in Chorzów in 23,28 s Dritte im A-Lauf über 200 Meter und kam mit der 4-mal-100-Meter-Staffel nicht ins Ziel. Im Jahr darauf schied sie bei den Europameisterschaften in Rom mit 24,31 s in der ersten Runde über 200 Meter aus.
In den Jahren 2019 und 2023 wurde Kajssen ukrainische Meisterin im 200-Meter-Lauf im Freien sowie 2020 und 2023 in der Halle.

## Persönliche Bestzeiten
- 200 Meter: 23,28 s (+1,0 m/s), 22. Juni 2023 in Chorzów
  - 200 Meter (Halle): 23,99 s, 19. Februar 2023 in Kiew
- 400 Meter: 54,16 s, 11. Juni 2019 in Kropywnyzkyj
  - 400 Meter (Halle): 54,91 s, 31. Januar 2020 in Sumy